# 알라냐

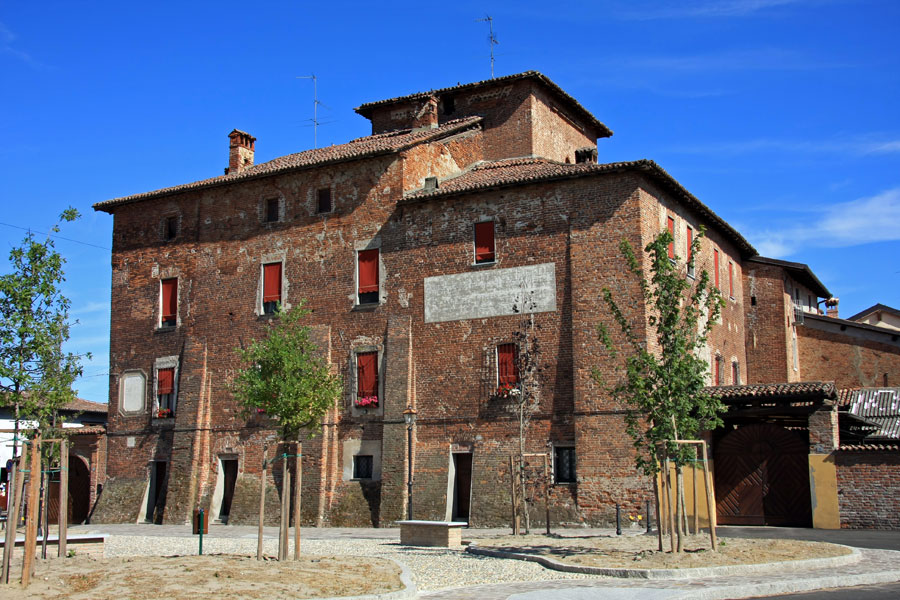

알라냐(Alagna)는 이탈리아 롬바르디아주 파비아도의 코무네이다.